# Jacques Berthelet
Jacques Berthelet (ur. 24 października 1934 w Montrealu, zm. 25 stycznia 2019) – kanadyjski duchowny rzymskokatolicki, w latach 1996–2010 biskup Saint-Jean-Longueuil.

## Życiorys
Święcenia kapłańskie przyjął 16 czerwca 1962. 19 grudnia 1986 został prekonizowany biskupem pomocniczym Saint-Jean-Longueuil ze stolicą tytularną Lamsorti. Sakrę biskupią otrzymał 21 marca 1987. 27 grudnia 1996 został mianowany  biskupem ordynariuszem Saint-Jean-Longueuil. 28 października 2010 przeszedł na emeryturę.